# Coupe de futsal de l'UEFA 2005-2006
Navigation
2004-2005 2006-2007
La Coupe de futsal de l'UEFA 2005-2006 est la vingtième édition du premier tournoi de futsal pour les clubs d'Europe, la cinquième organisée par l'UEFA.
Après la première victoire non-espagnole l'édition précédente, remportée par les Belges d'Action 21 Charleroi, l'Inter Fútbol Sala ramène le trophée en Espagne en remportant pour la seconde fois la compétition, deux ans après la première. Il devient co-recordman de succès dans la compétition avec son compatriote du Playas de Castellón FS, vainqueur des deux premières éditions. Le tenant du titre Charleroi est éliminé en demi-finale. Le MFK Dinamo Moscou perd sa seconde finale de suite.

## Organisation

### Format de la compétition
Les quatre participants au plus faible coefficient UEFA s'affrontent lors du tour préliminaire. Celui-ci détermine les deux clubs s'ajoutant aux trente autres entrant lors du premier tour de la compétition. Répartis en huit groupes, seuls les premiers accèdent à l'étape suivante.
Le deuxième tour de qualification offre aux deux premiers de chaque groupe de se retrouver en demi-finales.
Celles-ci sont disputées en matches aller-retour.

### Clubs participants
Le Cristal Noir MB Morlanwelz, deuxième du championnat de Belgique 2004-2005, participe à la compétition grâce au sacre européen du champion belge, l'Action 21 Charleroi.
Sinon, un seul club par pays est qualifié. Les quatre participants au plus faible coefficient UEFA s'affrontent lors du tour préliminaire. Parmi eux, le représentant français Roubaix Futsal qui prend part à la compétition pour la première fois.

## Compétition

### Tour préliminaire
Le premier tour préliminaire a lieu du 10 au 13 septembre 2005.

### Premier tour
Le premier tour de qualification se déroule entre le 8 et le 28 octobre 2005.

### Second tour
Le second tour de qualification se déroule du 29 janvier au 1er février 2006.

#### Groupe A
Le SL Benfica, finaliste deux ans auparavant, accueille le Groupe A mais concède le nul 3-3 au Kairat Almaty sur un triplé de Yuriy Butrin. Interviú, vainqueur en 2004, écrase la poule et notamment Morlanwelz (11-0), avant de battre Kairat (5-2) et Benfica (4-2). Kairat et le Kazakhstan se qualifie pour une première demi-finale en compétition UEFA.

#### Groupe B
Le tenant du titre Action Charleroi se déplace à Belgrade dans le cadre du Groupe B et perd d'entrée (4-1) contre le FC Shakhtar Donetsk, alors que le MFK Dinamo Moscou, finaliste de l'édition précédente, est contraint au nul 4-4 par le KMF Marbo Beograd. Le Shakhtar s'impose 4-1 face au club hôte pour se qualifier. Dans la revanche de la finale 2004-2005, Charleroi perd tout espoir face au Dinamo (5-3), qui prend enfin le meilleur sur le Shakhtar pour obtenir la première place.

### Phase finale

#### Demi-finales
Disputées en matches aller-retour, les demi-finales sourient aux premiers de groupes, qui s'imposent dans chacun de leur match. Le Dinamo Moscou s'impose 0-3 chez le Kairat Amaty, avant de confirmer 5-2 à domicile, pendant qu'Interviú élimine le Shakhtar 1-6 et 5-3.
| 8 mars 2006 | Kairat Almaty | 0 – 3 | Dinamo Moscou                          |        |        |
|             |               |       | Kudlay 4e · Nicolas 28e · Rakhimov 30e | Almaty | Almaty |
|             | rapport       |       |                                        | Almaty | Almaty |

| 24 mars 2006 | Dinamo Moscou                                                | 5 – 2 | Kairat Almaty                   |        |        |
|              | Pelé 6e · Kelson 20e · Nicolas 27e · Kudlay 34e · Kobzar 39e |       | Camara Sobral 19e · Gustavo 31e | Moscou | Moscou |
|              | rapport                                                      |       |                                 | Moscou | Moscou |

| 11 mars 2006 | Shakhtar Donetsk | 1 – 6 | Boomerang Interviú                                      |         |         |
|              | Sytin 38e        |       | Joan 9e 35e · Andreu 11e 20e · Marquinho 31e · Neto 34e | Donetsk | Donetsk |
|              | rapport          |       |                                                         | Donetsk | Donetsk |

| 25 mars 2006 | Boomerang Interviú                                        | 5 – 3 | Shakhtar Donetsk                            |        |        |
|              | Schumacher 3e 7e · Gabriel 10e · Marquinho 14e · Joan 17e |       | Mansurov 10e · Yunakov 27e · Moskvychov 33e | Alcalá | Alcalá |
|              | rapport                                                   |       |                                             | Alcalá | Alcalá |

#### Finale
Interviú reçoit lors de la finale aller et ouvre le score par Gabriel, mais Sirilo égalise avant que la situation se répète avec Schumacher puis Pelé Junior. Moscou repasse en tête au quart d'heure de jeu par Malyshev. À la 18e minute, Daniel et Schumacher offre à Interviú de repasser avant la mi-temps (4-3). En seconde période, Marquinho donne deux buts d'avance puis Schumacher réussit un triplé en fin de partie (6-3).
| 29 avril 2006 | Boomerang Interviú                                               | 6 – 3 | Dinamo Moscou                       |                   |                   |
|               | Gabriel 5e · Schumacher 10e 18e 40e · Daniel 18e · Marquinho 31e |       | Cirilo 8e · Pelé 12e · Malyshev 15e | Alcalá de Henares | Alcalá de Henares |
|               | rapport                                                          |       |                                     | Alcalá de Henares | Alcalá de Henares |

Au retour, Sirilo ouvre le score dès la 8e minute pour Moscou mais Julio égalise rapidement (mi-temps : 1-1). Au retour des vestiaires, Daniel donne l'avantage aux Espagnols. Dans les quatre dernières minutes, Joan, Konstantin Maevski et Tatu replace le Dinamo à un but du sacre (4-2). Mais Neto crucifie les Moscovites et assure un succès total (4-3, 7-9 au total) à Interviú, qui décroche sa deuxième Coupe de futsal de l'UEFA.
| 7 mai 2006 | Dinamo Moscou                                 | 4 – 3 | Boomerang Interviú                |        |        |
|            | Cirilo 8e · Joan 36e · Maevski 37e · Tatu 39e |       | Julio 12e · Daniel 26e · Neto 40e | Moscou | Moscou |
|            | rapport                                       |       |                                   | Moscou | Moscou |